# Cotoneaster inexspectatus
Cotoneaster inexspectatus är en rosväxtart som beskrevs av Gerhard Klotz. Cotoneaster inexspectatus ingår i släktet oxbär, och familjen rosväxter. Inga underarter finns listade i Catalogue of Life.